# Synagoga Cymbalista a Centrum židovského dědictví

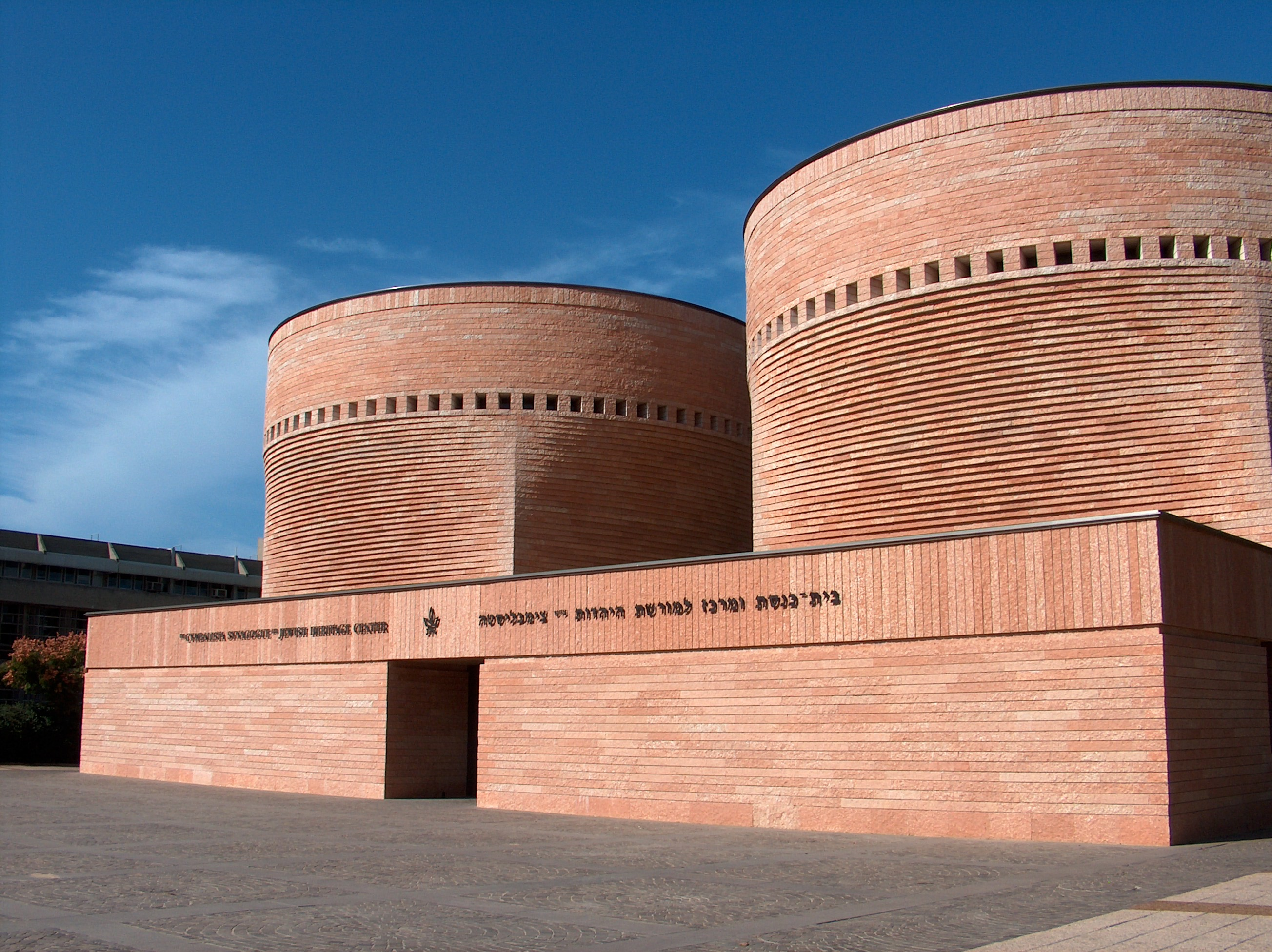
Jižní vchod do synagogy

Synagoga Cymbalista a Centrum židovského dědictví (hebrejsky: בית הכנסת והמרכז למורשת היהדות ע"ש צימבליסטה) je kulturní centrum a hlavní synagoga Telaviské univerzity. Byla navržena v roce 1996 švýcarským architektem Mario Bottou a postavena v letech 1997 až 1998. Mecenáši a jmenovci byli Paulette a Norbert Cymbalistovi.

## Architektura
Půdorys budovy se rozkládá na ploše přibližně 760 až 800 m2. Z obdélníkové základny stoupají dvě párové věže, které mají v úpatí čtvercový půdorys, avšak přecházejí v kruh, který má při vrcholu poloměr 13,5 metru. Obě věže spojuje pravoúhlá hala. Původní architektonická podoba věží je realizací konstrukční úlohy kvadratura kruhu. V každé z věží je při jejím vrcholu zabudován čtvercová deska v podobě baldachýnu, která rozprostírá přírodní světlo po stěnách věží. Toto zařízení má připomínat tradiční židovský svatební baldachýn zvaný chupa. Aron ha-kodeš je částečně nasvícen průsvitným onyxem. Nad ním se nachází verš z Žalmů v hebrejštině שויתי יהוה לנגדי תמיד, „Hospodina stále před oči si stavím“ (Žalm 16:8).

## Architektonické souvislosti
Synagoga Cymbalista a Centrum židovského dědictví byla postavena v době, kdy slavní architekti v Izraeli navrhovali množství budov, a vytvářeli tak kreativní moderní architekturu spojenou s židovskými institucemi. Jedna taková instituce, Židovské muzeum v Berlíně, hostila výstavu Židovská identita v architektuře (Jewish Identity in Architecture), která představovala synagogu Cymbalista. Již dříve navrhovali mezinárodně uznávaní architekti nové vzhledy synagog v jejich moderní podobě: kongregace Bet Šolom v Pensylvánii navržená Frankem Lloydem Wrightem či navrhovaná přestavba synagogy Churva architektem Louisem Kahnem. Mario Botta navrhl budovu Sanfranciského muzea moderního umění a o několik let dříve i katedrálu Vzkříšení a svatého Korbiniána v Évry, s podobným válcovitým tvarem. Synagoga Cymbalista a Centrum židovského dědictví byla dvanáctým projektem a vyvrcholením série náboženských prací Mario Botty, které byly představeny v Londýně v Královském institutu britských architektů na výstavě s názvem Architetture del Sacro: Prayers in Stone.

## Galerie

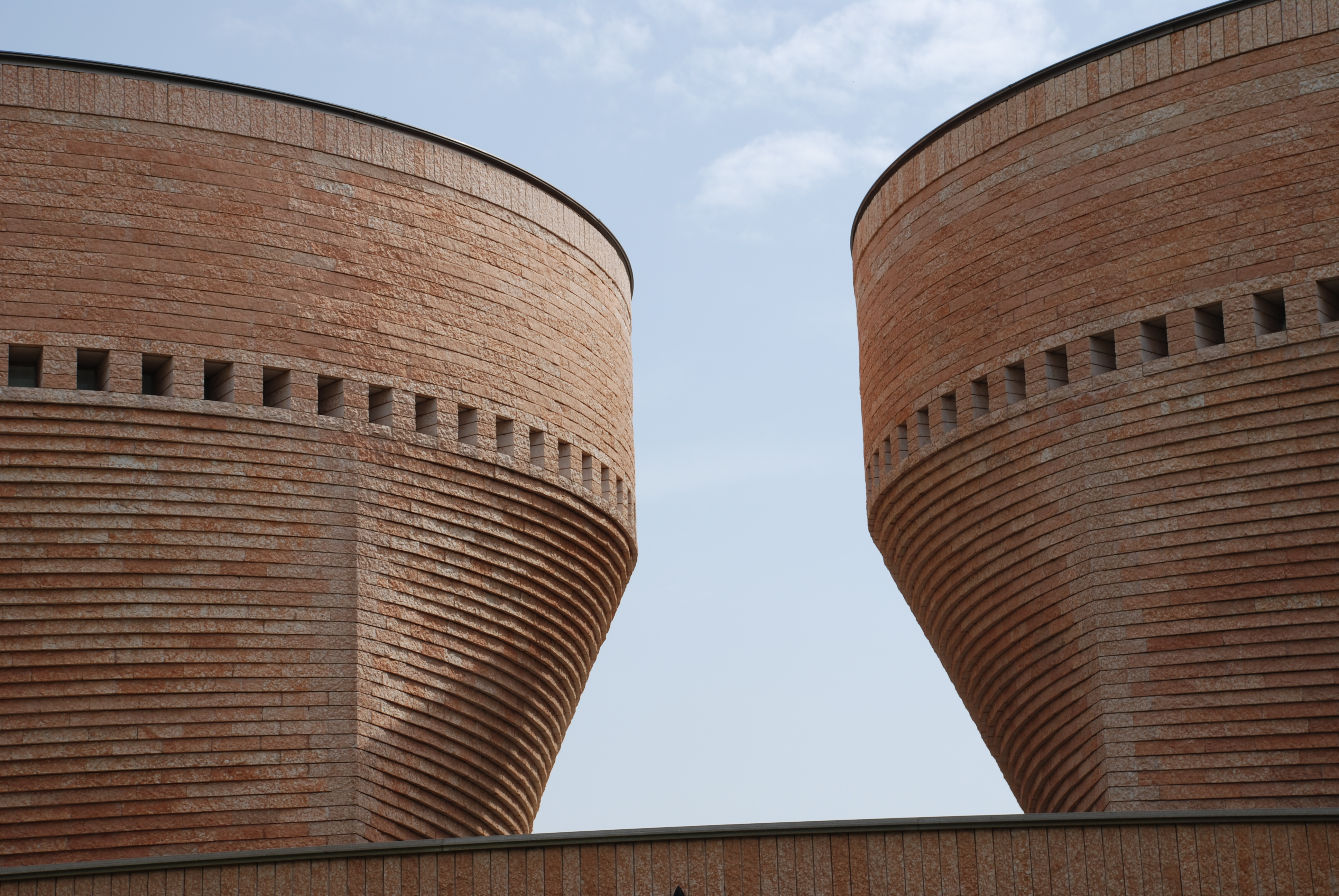
Detail obou věží
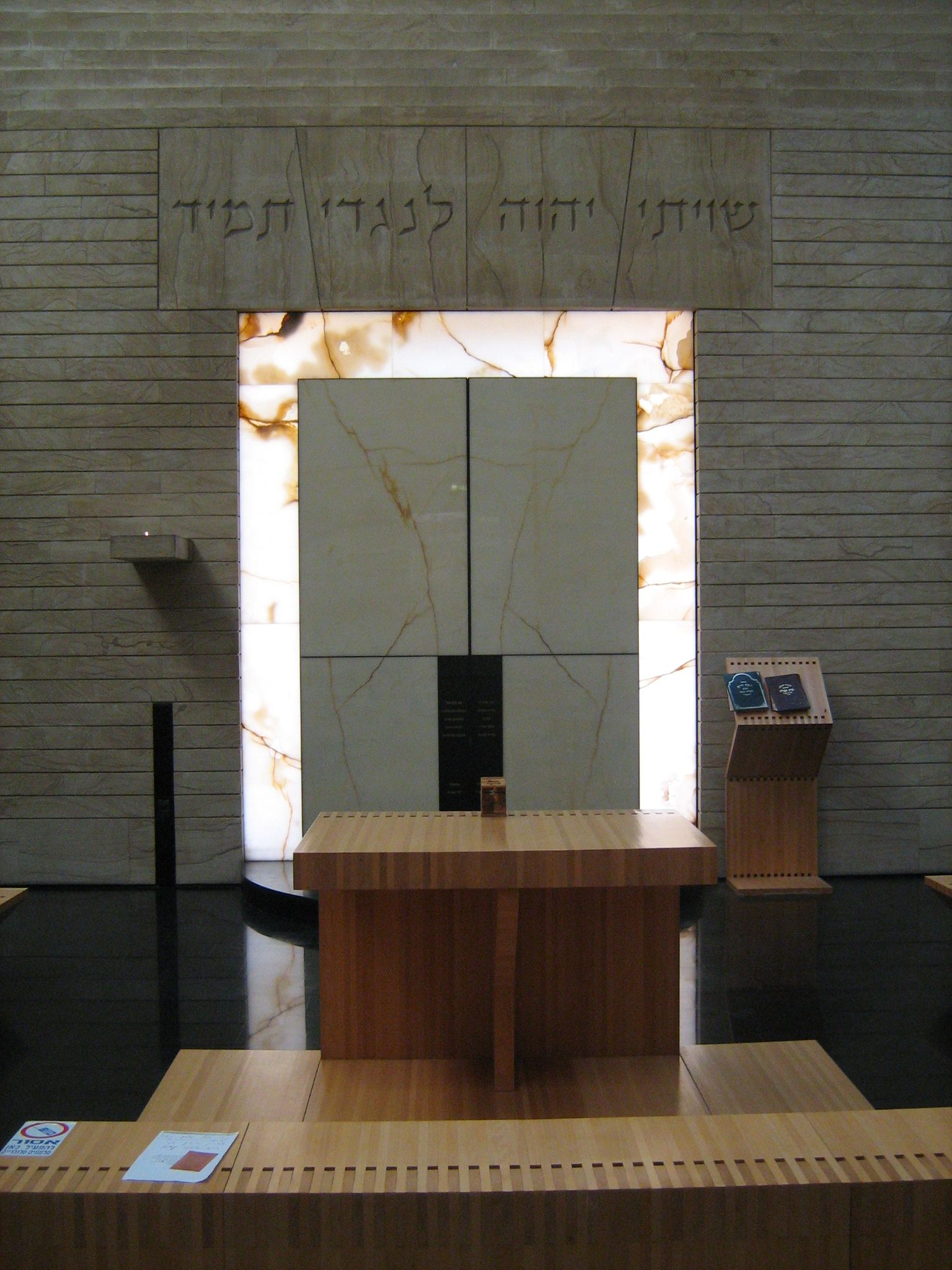
Detail aron ha-kodeš s rámováním vyvedeným onyxem
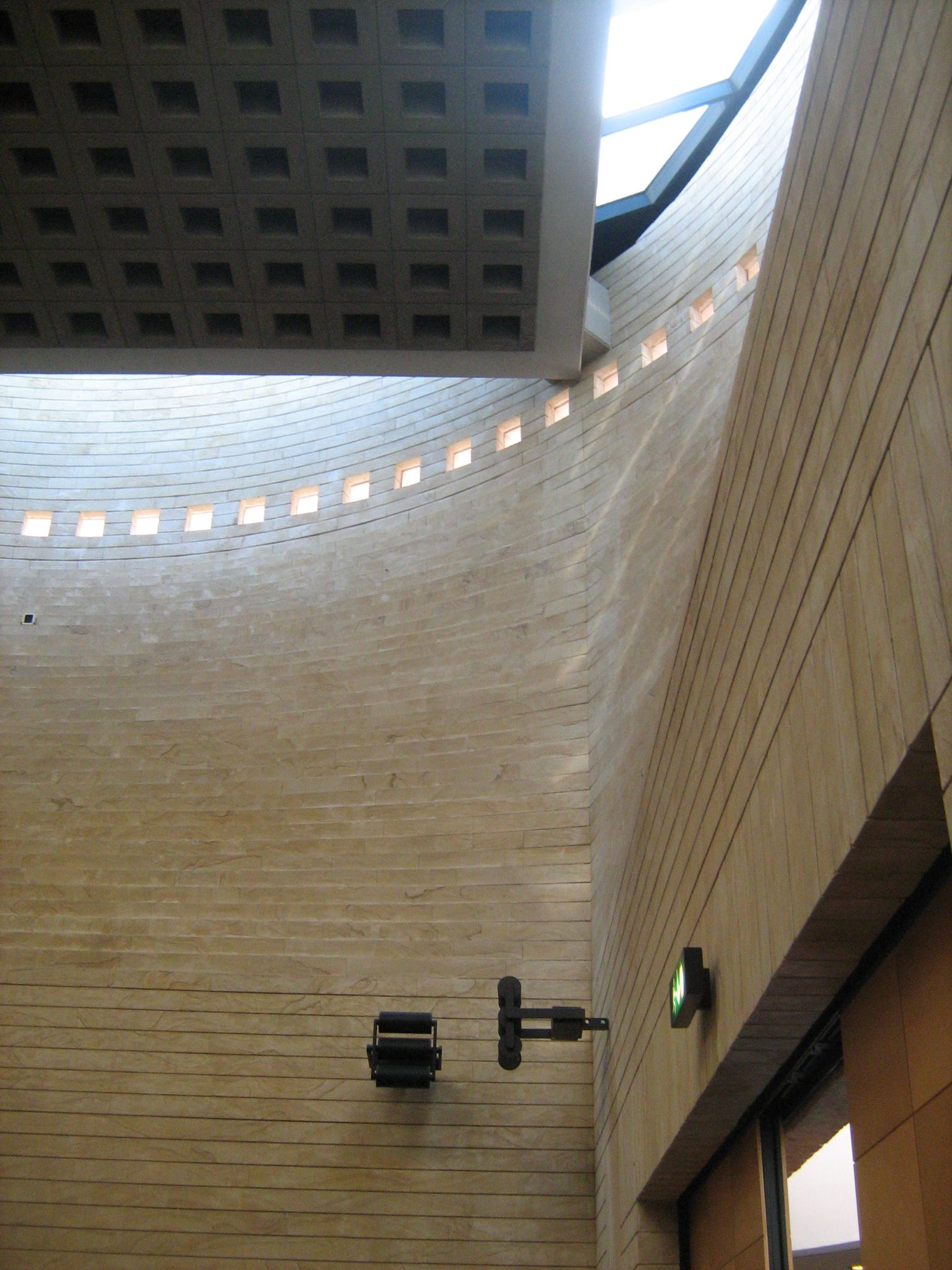
Detail propojení baldachýnu se stěnami auditoria
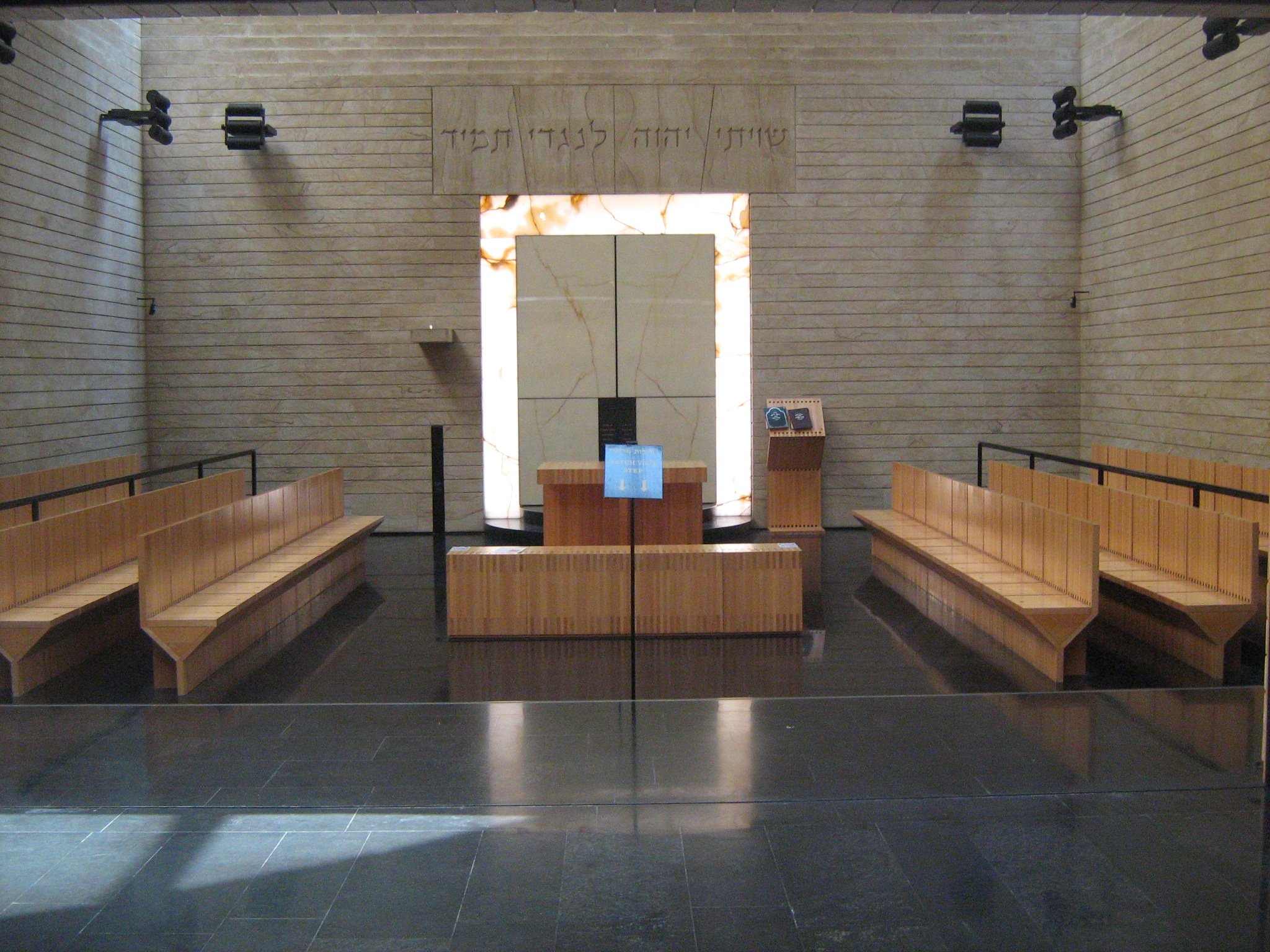
Pohled na auditorium synagogy